# Christus Geboortekathedraal (Rjazan)
De Kathedraal van de Geboorte van Christus (Russisch: Христорождественский собор) is een Russisch-orthodoxe kathedraal in het kremlin van de circa 200 kilometer ten zuidoosten van Moskou gelegen stad Rjazan.
De kathedraal was het eerste stenen en is het oudste gebouw van het kremlin. Oorspronkelijk werd de kerk gewijd aan de Ontslapenis van de Moeder Gods, maar met de bouw van een nieuwe Ontslapeniskathedraal in het kremlin in de 17e eeuw, werd de kathedraal gewijd aan de geboorte van Christus. In de kathedraal werden vijf prinsen en prinsessen bijgezet. Ook worden hier de relieken bewaard van de heilige Basilius, een 13e-eeuwse bisschop van Rjazan die in de orthodoxe kerk als heilige wordt vereerd.
In de loop van de tijd werd de kathedraal herhaaldelijk verbouwd en het aanzien van de kerk is een 19e-eeuws ontwerp. Van de oorspronkelijke kerk zijn nog slechts de apsis en enkele muurdelen bewaard. De refter dateert van 1753, de westelijke portico werd toegevoegd in 1826 en de koepel op trommel werd in de jaren 1873-1974 gebouwd.
In 1929 werd de kerk door de autoriteiten gesloten voor de eredienst. In 2002 werd het gebouw weer in gebruik genomen door de Russisch-orthodoxe Kerk.